# Castillo de las Escaulas
El castillo de las Escaulas o el baluarte del Castillo de Llers es un monumento histórico de la entidad de población de Las Escaulas, perteneciente al municipio de Buadella de la comarca catalana del Alto Ampurdán, en la provincia de Gerona (España), declarado Bien Cultural de Interés Nacional.

## Historia
Se trata de una obra bajomedieval, siglos XIV-XV, posiblemente edificada sobre una construcción anterior. Aparece documentado un castillo en Las Escaulas el año 1123, que ocuparía el mismo emplazamiento que los restos del castillo actual. Concretamente, se trata de una concesión de Ramón Berenguer III a Ponce II de Ampurias en la que le hace entrega en feudo de diferentes castillos consecuencia de la desaparición de la casa condal de Besalú.
El castillo de Las Escaulas era llamado «baluarte del castillo de Llers». Ambos castillos eran propiedad de los vizcondes de Rocabertí de Peralada. Se trataba de una red de castillos que vigilaban la frontera entre los condados de Besalú y Ampurias. El año 1436 el castillo vuelve a ser mencionado, al ser reclamados los vecinos de Las Escaulas a participar en las obras de reforma de la fortificación. Estos se negaron y el conflicto quedó documentado. Durante este siglo, el pueblo de Las Escaulas intentó separarse del término de Llers y pidió la concesión de alcalde y consejo propios, objetivo que no se alcanzó hasta el siglo XVII. Se argumentaba que los vizcondes de Rocabertí ya poseían el castillo de Las Escaulas antes de adquirir el de Llers en el siglo XIII.
A partir del siglo XVI se deja de tener constancia del castillo en los documentos, por lo que se cree que fue abandonado durante este período.

## Descripción
Se alza en lo alto de una cima rocosa a 235 m de altitud cerca del pueblo de Las Escaulas. Era presidido por una torre cilíndrica que aún se conserva, y que actualmente tiene unos 10 m de altura. Estaba rodeada por un recinto amurallado de planta trapecial, del que quedan algunos muros todavía enteros y otros en muy mal estado de conservación.

### Torre
La torre está distribuida en varias plantas y presenta el acceso al interior a través de una puerta rectangular situada en el lado noreste de la estructura, a unos tres metros de distancia del nivel del suelo. Esta apertura conserva los quicios de piedra que aguantaban la puerta. En la parte superior, la torre conserva las cartelas que sostenían los cuatro  matacanes que remataban la estructura, junto con el coronamiento almenado original, el cual se encuentra degradado. En el interior, la torre presenta una escalera de piedra para acceder a los diferentes pisos, cubiertos en origen con bóvedas semiesféricas. Está construida con sillares de piedra bien desbastados, dispuestos formando hiladas regulares.

### Recinto amurallado
El recinto amurallado está bastante en ruinas, sobre todo en los lados norte y este del recinto. Los muros se adaptan al terreno rocoso e inestable de la colina y presentan aspilleras abiertas a dos niveles. El muro del lado oeste conserva restos de las almenas originales, rectangulares y con saeteras abiertas en el centro. También hay restos de mechinales y otras aberturas correspondientes a las cubiertas de los antiguos edificios. En el interior del recinto se observan restos de otros muros y estructuras, como por ejemplo una cisterna, actualmente medio enterrada. Está construido con piedra desbastada y sin trabajar, dispuesta regularmente y ligada con mortero de cal.